# Maximillian Giuliani
Maximillian Giuliani (Traralgon, 3 de julio de 2003) es un deportista australiano que compite en natación, especialista en el estilo libre.
Participó en los Juegos Olímpicos de París 2024, obteniendo una medalla de bronce en la prueba de 4 × 200 m libre.
Ganó dos medallas en el Campeonato Mundial de Natación de 2025 y dos medallas de plata en el Campeonato Mundial de Natación en Piscina Corta de 2024.

## Palmarés internacional
| Juegos Olímpicos                    | Juegos Olímpicos    | Juegos Olímpicos  | Juegos Olímpicos |
| Año                                 | Lugar               | Medalla           | Prueba           |
| ----------------------------------- | ------------------- | ----------------- | ---------------- |
| 2024                                | París (Francia)     | Medalla de bronce | 4 × 200 m libre  |
| Campeonato Mundial                  |                     |                   |                  |
| Año                                 | Lugar               | Medalla           | Prueba           |
| 2025                                | Singapur (Singapur) | Medalla de oro    | 4 × 100 m libre  |
| 2025                                | Singapur (Singapur) | Medalla de bronce | 4 × 200 m libre  |
| Campeonato Mundial en Piscina Corta |                     |                   |                  |
| Año                                 | Lugar               | Medalla           | Prueba           |
| 2024                                | Budapest (Hungría)  | Medalla de plata  | 200 m libre      |
| 2024                                | Budapest (Hungría)  | Medalla de plata  | 4 × 200 m libre  |